# Grammy Awards de 2002
A 44.ª cerimônia anual do Grammy Awards foi realizada em 27 de fevereiro de 2002 no Staples Center em Los Angeles, Califórnia. O principal destinatário foi Alicia Keys, ganhando cinco Grammys, incluindo Best New Artist e Song of the Year por "Fallin'". A banda U2 ganhou quatro prêmios, incluindo Record of the Year e Best Rock Album.

## Vencedores do Prêmio

### Geral
Gravação do Ano
- "Walk On" – U2
- "Video" – India.Arie
- "Fallin'" – Alicia Keys
- "Ms. Jackson" – OutKast
- "Drops of Jupiter" – Train

Álbum do Ano
- O Brother, Where Art Thou? – Soundtrack – Vários Artistas
- Acoustic Soul – India.Arie
- Love and Theft – Bob Dylan
- Stankonia – OutKast
- All That You Can't Leave Behind – U2

Canção do Ano
- "Fallin'" – Alicia Keys
- "Drops of Jupiter" – Train
- "I'm Like a Bird" – Nelly Furtado
- "Stuck in a Moment You Can't Get Out Of" – U2
- "Video" – (India.Arie)

Artista Revelação
- Alicia Keys
- India.Arie
- Nelly Furtado
- David Gray
- Linkin Park

### Alternativo
Melhor Álbum de Música Alternativa
- Coldplay – Parachutes
- Tori Amos – Strange Little Girls
- Björk – Vespertine
- Fatboy Slim – Halfway Between the Gutter and the Stars
- Radiohead – Amnesiac

### Country
- Melhor Performance Vocal Feminina de Country
  - Dolly Parton para "Shine"
- Melhor Performance Vocal Masculina de Country
  - Ralph Stanley para "O Death"
- Melhor Performance de Dupla ou Grupo Country
  - Alison Krauss & Union Station para "The Lucky One"
- Melhor Colaboração Country com Vocais
  - Harley Allen, Pat Enright & Dan Tyminski (The Soggy Bottom Boys) para "Man of Constant Sorrow"
- Melhor Performance Instrumental em Country
  - Jerry Douglas, Gen Duncan, Vince Gill, Albert Lee, Steve Martin, Leon Russell, Earl Scruggs, Gary Scruggs, Randy Scruggs, Paul Shaffer & Marty Stuart para "Foggy Mountain Breakdown"
- Melhor Canção Country
  - Robert Lee Castleman para "The Lucky One"
- Melhor Álbum Country
  - Vários Artistas para Timeless: Hank Williams Tribute
- Melhor Álbum Bluegrass
  - Alison Krauss & The Union Station para New Favorite

### Pop
Melhor Performance Vocal Pop Feminina
- "I'm Like a Bird" - Nelly Furtado
- "There You'll Be" - Faith Hill
- "Someone to Call My Lover" - Janet Jackson
- "By Your Side" - Sade
- "Essence" - Lucinda Williams

Melhor Performance Vocal Pop Masculina
- "Fill Me In" - Craig David
- "You Rock My World" - Michael Jackson
- "I Want Love" - Elton John
- "Don't Let Me Be Lonely Tonight" - James Taylor
- "Still" - Brian McKnight

Melhor Performance Vocal Pop de Duo ou Grupo
- "Shape of My Heart" - Backstreet Boys
- "Stuck in a Moment You Can't Get Out Of" - U2
- "Superman (It's Not Easy)" - Five for Fighting
- "Gone" - *NSYNC"
- "Imitation of Life" - R.E.M.

Melhor Parceria de Pop
- "Nobody Wants to Be Lonely" - Christina Aguilera & Ricky Martin
- "New York State of Mind" - Tony Bennett & Billy Joel
- "My Kind of Girl" - Brian McKnight & Justin Timberlake
- "It Wasn't Me" - Shaggy & Ricardo "RikRok" Ducent
- "Lady Marmalade" - Christina Aguilera, Lil' Kim, Mýa, Pink e Missy Elliott

Best Pop Instrumental Performance
- Reptile-Eric Clapton
- "Room 335"-Larry Carlton & Steve Lukather
- "Short Circuit"-Daft Punk
- "Rain"-Eric Johnson & Alien Love Child
- "There You'll Be"-Kirk Whalum

Melhor Gravação Dance
Janet Jackson para "All for You"
Best Pop Vocal Album
- Sade Adu para Lovers Rock

Melhor Álbum Instrumental Pop
- Steve Lukather & Larry Carlton para No Substitutions - Live in Osaka